# 和平港區
和平港區，是海地的區，位於該國西北部，由西北省負責管轄，面積799.7平方公里，海拔高度168米，2015年該區人口336,650，人口密度每平方公里421人。